# 王章 (成化舉人)
王章（15世紀—16世紀），字文顯，南直隸鳳陽府潁州太和縣人，明朝政治人物。

## 生平
王章身材高大、學識淵博，多人跟隨他學習，為人廉潔自持，在炎夏依然穿著整齊衣冠；成化七年（1471年）他中舉人，授臨邑知縣，以教化為己任，人民有訴訟總能一審判定是非，豪強也不能干擾，告歸後依然不斷講學。家居時保持謙抑，老少都願意交往，從不計較侵犯他的人，甚至造訪對方家門感謝，使得其人慚愧，並知他是感德君子，死後入祀鄉賢祠。

## 引用
1. 1 2  民國《太和縣志·卷八·人物志上》：王章，字文顯，成化間舉人，狀貌魁異，學識淵湛汝潁間，受業其門者數百日，持躬廉慎，當暑必整衣冠；知山東臨邑縣事，競競惟務禮化，民有訟者一訊立判其曲直，豪強亦勢莫能擾，告歸仍講學不倦。居鄉謙抑無少長皆下之，有犯之者不校，甚至造門為謝，其人愧恧知章為感德君子，祀鄉賢。
2. ↑  民國《太和縣志·卷九·人物志下》：（成化）辛卯（舉人） 王章 有傳